# Musées de Guam
Depuis le 3 novembre 2016, Guam possède son propre musée dans un bâtiment unique. Ce musée est sobrement appelé "Guam Museum". Il se trouve dans la capitale de l'île micronésienne, Hagåtña.